# Kenedy (futebolista)
Robert Kenedy Nunes do Nascimento, mais conhecido apenas como Kenedy (Santa Rita do Sapucaí, 8 de fevereiro de 1996), é um futebolista brasileiro que atua como ponta-esquerda. Atualmente joga no Pachuca, emprestado pelo Valladolid.

## Carreira

### Início
Nascido em Santa Rita do Sapucaí, Minas Gerais, Kenedy é nomeado em homenagem ao ex-Procurador-Geral dos Estados Unidos e Senador de Nova Iorque, Robert F. Kennedy. Ele começou sua carreira no clube local Santarritense, antes tendo feito testes no Friburguense, de Nova Friburgo, Rio de Janeiro, aos 11 anos de idade, no Vasco da Gama e no Atlético Mineiro antes de chegar ao Fluminense e ingressar nas categorias de base.

### Fluminense
Kenedy fez a sua estreia profissional com 17 anos no Fluminense, no dia 28 de julho de 2013, contra o Grêmio pelo Brasileirão.[carece de fontes?]
No total, Kenedy marcou cinco gols em 42 jogos pelo Flu.

### Chelsea
Transferiu-se para o Chelsea em 26 de junho de 2015, por 6,3 milhões de libras.

### Watford
Em 30 de agosto de 2016, Kenedy foi emprestado ao Watford.
O diretor do Watford, Walter Mazzarri, devolveu Kenedy ao Chelsea, pois Kenedy teve muitos problemas com lesões em sua passagem, assim deixando os Hornets onde atuou por apenas 15 minutos ao todo durante seu tempo.

### Newcastle
Com dificuldades de encontrar um espaço no Chelsea, Kenedy foi emprestado em 23 de janeiro de 2018 ao Newcastle.
Kenedy encerrou sua passagem pelo Newcastle após 18 meses emprestado, onde marcou três gols em 41 partidas.

### Getafe
Após dois empréstimos consecutivos ao Newcastle, Kenedy foi cedido, em 2 de setembro de 2019, por empréstimo para o Getafe.
Kenedy deixou o Getafe ao fim da época com 27 jogos e, apesar de ter entrado apenas no onze inicial apenas em sete ocasiões, conseguiu marcar três gols e distribuir cinco assistências.

### Granada
Em 8 de setembro de 2020, Kenedy se tornou jogador do Granada, o time espanhol e o Chelsea chegaram a um acordo para o empréstimo até junho de 2021.
A época 2020/21, pelo Granada, foi a melhor na carreira de Kenedy porém sem acordo entre os clubes o mesmo encerrou sua passagem com 44 jogos e oito gols.

### Flamengo
No dia 15 de agosto de 2021, após 6 anos atuando na Europa, foi anunciado o retorno de Kenedy ao futebol brasileiro para atuar pelo Flamengo por empréstimo do Chelsea por 12 meses. O clube acertou o empréstimo por um ano e pagará R$ 3 milhões ao clube inglês. O valor será abatido caso seja executada a opção de compra ao término dos 12 meses. Para tê-lo em definitivo, o Rubro-Negro terá de desembolsar R$ 61 milhões (10 milhões de euros).
Fez sua estreia em 19 de setembro de 2021, na derrota de 1–0 para o Grêmio na 21ª rodada do Campeonato Brasileiro. Fez seu primeiro gol com a camisa do clube em 13 de outubro de 2021, o 1º da vitória de 3–1 sobre o Juventude, na 26ª rodada do Campeonato Brasileiro.
No dia 12 de janeiro de 2022, pouco menos de 5 meses da sua chegada e 17 jogos disputados, foi solicitado pelo técnico Thomas Tuchel o retorno de Kenedy ao Chelsea.

### Valladolid
No dia 1 de setembro de 2022, o Real Valladolid anunciou a contratação de Kenedy. O jogador assinou um contrato de cinco anos com o clube espanhol.

### Pachuca
No dia 20 de maio de 2025, o Real Valladolid emitiu um comunicado oficial informando que acertou o empréstimo do atacante Kenedy ao Pachuca, do México. O brasileiro assina vínculo de empréstimo com opção de compra com os mexicanos até 30 de junho de 2026.

## Estatísticas
Atualizadas 22 de maio de 2022.

### Clubes
| Equipe            | Temporada         | Campeonato nacional | Campeonato nacional | Campeonato nacional | Copa nacional[a] | Copa nacional[a] | Copa nacional[a] | Competições continentais[b] | Competições continentais[b] | Competições continentais[b] | Outros torneios[c] | Outros torneios[c] | Outros torneios[c] | Total | Total | Total   |
| Equipe            | Temporada         | Jogos               | Gols                | Assist.             | Jogos            | Gols             | Assist.          | Jogos                       | Gols                        | Assist.                     | Jogos              | Gols               | Assist.            | Jogos | Gols  | Assist. |
| ----------------- | ----------------- | ------------------- | ------------------- | ------------------- | ---------------- | ---------------- | ---------------- | --------------------------- | --------------------------- | --------------------------- | ------------------ | ------------------ | ------------------ | ----- | ----- | ------- |
| Fluminense        | 2013              | 9                   | 0                   | 2                   | —                | —                | —                | —                           | —                           | —                           | —                  | —                  | —                  | 9     | 0     | 2       |
| Fluminense        | 2014              | 20                  | 2                   | 3                   | 1                | 0                | 0                | 1                           | 0                           | 0                           | —                  | —                  | —                  | 22    | 2     | 3       |
| Fluminense        | 2015              | 1                   | 0                   | 0                   | —                | —                | —                | —                           | —                           | —                           | 10                 | 3                  | 0                  | 11    | 3     | 0       |
| Fluminense        | Total             | 30                  | 2                   | 5                   | 1                | 0                | 0                | 1                           | 0                           | 0                           | 10                 | 3                  | 0                  | 42    | 5     | 5       |
| Chelsea           | 2015–16           | 14                  | 1                   | 0                   | 4                | 1                | 1                | 2                           | 0                           | 0                           | —                  | —                  | —                  | 20    | 2     | 1       |
| Chelsea           | 2016–17           | 1                   | 0                   | 0                   | 1                | 0                | 0                | —                           | —                           | —                           | —                  | —                  | —                  | 2     | 0     | 0       |
| Chelsea           | 2017–18           | 0                   | 0                   | 0                   | 5                | 1                | 2                | 0                           | 0                           | 0                           | —                  | —                  | —                  | 5     | 1     | 2       |
| Chelsea           | 2021–22           | 1                   | 0                   | 1                   | 2                | 0                | 0                | 0                           | 0                           | 0                           | 0                  | 0                  | 0                  | 3     | 0     | 1       |
| Chelsea           | Total             | 16                  | 1                   | 1                   | 12               | 2                | 3                | 2                           | 0                           | 0                           | 0                  | 0                  | 0                  | 30    | 3     | 4       |
| Watford           | 2016–17           | 1                   | 0                   | 0                   | —                | —                | —                | —                           | —                           | —                           | —                  | —                  | —                  | 1     | 0     | 0       |
| Watford           | Total             | 1                   | 0                   | 0                   | 0                | 0                | 0                | 0                           | 0                           | 0                           | 0                  | 0                  | 0                  | 1     | 0     | 0       |
| Newcastle         | 2017–18           | 13                  | 2                   | 2                   | —                | —                | —                | —                           | —                           | —                           | —                  | —                  | —                  | 13    | 2     | 2       |
| Newcastle         | 2018–19           | 25                  | 1                   | 1                   | 3                | 0                | 0                | —                           | —                           | —                           | —                  | —                  | —                  | 28    | 1     | 1       |
| Newcastle         | Total             | 38                  | 3                   | 3                   | 3                | 0                | 0                | 0                           | 0                           | 0                           | 0                  | 0                  | 0                  | 41    | 3     | 3       |
| Getafe            | 2019–20           | 19                  | 1                   | 3                   | —                | —                | —                | 8                           | 2                           | 2                           | —                  | —                  | —                  | 27    | 3     | 5       |
| Getafe            | Total             | 19                  | 1                   | 3                   | 0                | 0                | 0                | 8                           | 2                           | 2                           | 0                  | 0                  | 0                  | 27    | 3     | 5       |
| Granada           | 2020–21           | 28                  | 4                   | 3                   | 4                | 2                | 1                | 12                          | 2                           | 2                           | —                  | —                  | —                  | 44    | 8     | 6       |
| Granada           | Total             | 28                  | 4                   | 3                   | 4                | 2                | 1                | 12                          | 2                           | 2                           | 0                  | 0                  | 0                  | 44    | 8     | 6       |
| Flamengo          | 2021              | 14                  | 1                   | 1                   | 2                | 0                | 0                | 1                           | 0                           | 0                           | —                  | —                  | —                  | 17    | 1     | 1       |
| Flamengo          | Total             | 14                  | 1                   | 1                   | 2                | 0                | 0                | 1                           | 0                           | 0                           | 0                  | 0                  | 0                  | 17    | 1     | 1       |
| Valladolid        | 2022–23           | 0                   | 0                   | 0                   | 0                | 0                | 0                | —                           | —                           | —                           | —                  | —                  | —                  | 0     | 0     | 0       |
| Valladolid        | Total             | 0                   | 0                   | 0                   | 0                | 0                | 0                | —                           | —                           | —                           | —                  | —                  | —                  | 0     | 0     | 0       |
| Total na carreira | Total na carreira | 146                 | 12                  | 16                  | 22               | 4                | 4                | 24                          | 4                           | 4                           | 10                 | 3                  | 0                  | 203   | 23    | 24      |

- a. ^ Jogos da Copa do Brasil, Copa da Inglaterra, Copa da Liga Inglesa, Copa del Rey e Copa do Brasil
- b. ^ Jogos da Copa Sul-Americana, Liga dos Campeões da UEFA, Liga Europa da UEFA e Copa Libertadores da América
- c. ^ Jogos do Campeonato Carioca e Supercopa da UEFA

### Seleção Brasileira
Atualizado em 12 de novembro de 2015.
Expanda a caixa de informações para conferir todos os jogos deste jogador, pela sua seleção nacional.
Sub-15
| Ano   |       |      |         |       |
| Ano   | Jogos | Gols | Assist. | Média |
| ----- | ----- | ---- | ------- | ----- |
| 2011  | 1     | 1    | 0       | 1     |
| Total | 1     | 1    | 0       | 1     |

|    | Data                  | Local                                             | Resultado | Adversário | Gols | Assist. | Competição                   |
| -- | --------------------- | ------------------------------------------------- | --------- | ---------- | ---- | ------- | ---------------------------- |
| 1. | 1 de dezembro de 2011 | Estadio Juan Antonio Lavalleja, Trinidad, Uruguai | 4–2       | Colômbia   | 1    | 0       | Sul-Americano Sub-15 de 2011 |

Sub-17
| Ano   |       |      |         |       |
| Ano   | Jogos | Gols | Assist. | Média |
| ----- | ----- | ---- | ------- | ----- |
| 2012  | 1     | 1    | 0       | 1     |
| 2013  | 13    | 6    | 1       | 0,46  |
| Total | 14    | 7    | 1       | 0,5   |

|     | Data                  | Local                                                         | Resultado | Adversário             | Gols | Assist. | Competição                   |
| --- | --------------------- | ------------------------------------------------------------- | --------- | ---------------------- | ---- | ------- | ---------------------------- |
| 1.  | 2 de dezembro de 2012 | Premier Sports Campus, Lake Wood Ranch, Estados Unidos        | 6–2       | Turquia                | 1    | 0       | Nike Friendlies de 2012      |
| 2.  | 3 de abril de 2013    | Estádio Malvinas Argentinas, Mendoza, Argentina               | 1–0       | Chile                  | 1    | 0       | Sul-Americano Sub-17 de 2013 |
| 3.  | 9 de abril de 2013    | Estádio Malvinas Argentinas, Mendoza, Argentina               | 3–1       | Bolívia                | 1    | 0       | Sul-Americano Sub-17 de 2013 |
| 4.  | 11 de abril de 2013   | Estádio Malvinas Argentinas, Mendoza, Argentina               | 3–0       | Peru                   | 1    | 0       | Sul-Americano Sub-17 de 2013 |
| 5.  | 14 de abril de 2013   | Estádio Provincial Juan Gilberto Funes, São Luiz, Argentina   | 0–0       | Uruguai                | 0    | 0       | Sul-Americano Sub-17 de 2013 |
| 6.  | 17 de abril de 2013   | Estádio Provincial Juan Gilberto Funes, São Luiz, Argentina   | 1–1       | Venezuela              | 0    | 0       | Sul-Americano Sub-17 de 2013 |
| 7.  | 21 de abril de 2013   | Estádio Provincial Juan Gilberto Funes, São Luiz, Argentina   | 0–0       | Chile                  | 0    | 0       | Sul-Americano Sub-17 de 2013 |
| 8.  | 24 de abril de 2013   | Estádio Provincial Juan Gilberto Funes, São Luiz, Argentina   | 2–1       | Peru                   | 1    | 0       | Sul-Americano Sub-17 de 2013 |
| 9.  | 28 de abril de 2013   | Estádio Malvinas Argentinas, Mendoza, Argentina               | 2–2       | Paraguai               | 2    | 0       | Sul-Americano Sub-17 de 2013 |
| 10. | 17 de outubro de 2013 | Estádio Mohammed Bin Zayed, Abu Dhabi, Emirados Árabes Unidos | 6–1       | Eslováquia             | 0    | 0       | Copa do Mundo Sub-17         |
| 11. | 20 de outubro de 2013 | Estádio Mohammed Bin Zayed, Abu Dhabi, Emirados Árabes Unidos | 6–1       | Emirados Árabes Unidos | 0    | 0       | Copa do Mundo Sub-17         |
| 12. | 23 de outubro de 2013 | Estádio Emirates Club, Ras al-Khaimah, Emirados Árabes Unidos | 3–0       | Honduras               | 0    | 0       | Copa do Mundo Sub-17         |
| 13. | 28 de outubro de 2013 | Estádio Mohammed Bin Zayed, Abu Dhabi, Emirados Árabes Unidos | 3–1       | Rússia                 | 0    | 1       | Copa do Mundo Sub-17         |
| 14. | 1 de novembro de 2013 | Estádio Al-Rashid, Dubai, Emirados Árabes Unidos              | 1–1       | México                 | 0    | 0       | Copa do Mundo Sub-17         |

Sub-20
| Ano   |       |      |         |       |
| Ano   | Jogos | Gols | Assist. | Média |
| ----- | ----- | ---- | ------- | ----- |
| 2014  | 1     | 0    | 0       | 0     |
| 2015  | 7     | 1    | 1       | 0,14  |
| Total | 8     | 1    | 1       | 0,12  |

|    | Data                   | Local                                            | Resultado | Adversário | Gols | Assist. | Competição                   |
| -- | ---------------------- | ------------------------------------------------ | --------- | ---------- | ---- | ------- | ---------------------------- |
| 1. | 14 de agosto de 2014   | Estadio Municipal "Els Arcs", L'Alcúdia, Espanha | 0–0       | Equador    | 0    | 0       | Torneio COTIF de 2014        |
| 2. | 15 de janeiro de 2015  | Estádio Domingo Burgueño, Maldonado, Uruguai     | 2–1       | Chile      | 0    | 0       | Sul-Americano Sub-20 de 2015 |
| 3. | 18 de janeiro de 2015  | Estádio Domingo Burgueño, Maldonado, Uruguai     | 0–2       | Uruguai    | 0    | 0       | Sul-Americano Sub-20 de 2015 |
| 4. | 20 de janeiro de 2015  | Estádio Domingo Burgueño, Maldonado, Uruguai     | 2–0       | Venezuela  | 1    | 0       | Sul-Americano Sub-20 de 2015 |
| 5. | 23 de janeiro de 2015  | Estádio Domingo Burgueño, Maldonado, Uruguai     | 2–1       | Colômbia   | 0    | 0       | Sul-Americano Sub-20 de 2015 |
| 6. | 27 de janeiro de 2015  | Estádio Centenario, Montevidéu, Uruguai          | 0–0       | Uruguai    | 0    | 0       | Sul-Americano Sub-20 de 2015 |
| 7. | 1 de fevereiro de 2015 | Estádio Gran Parque Central, Maldonado, Uruguai  | 0–2       | Argentina  | 0    | 0       | Sul-Americano Sub-20 de 2015 |
| 8. | 4 de fevereiro de 2015 | Estádio Gran Parque Central, Maldonado, Uruguai  | 5–0       | Peru       | 0    | 1       | Sul-Americano Sub-20 de 2015 |

Sub-23 (Olímpico)
| Ano   |       |      |         |       |
| Ano   | Jogos | Gols | Assist. | Média |
| ----- | ----- | ---- | ------- | ----- |
| 2015  | 1     | 0    | 0       | 0     |
| Total | 1     | 0    | 0       | 0     |

|    | Data                   | Local                          | Resultado | Adversário     | Gols | Assist. | Competição |
| -- | ---------------------- | ------------------------------ | --------- | -------------- | ---- | ------- | ---------- |
| 1. | 12 de novembro de 2015 | Ilha do Retiro, Recife, Brasil | 2–1       | Estados Unidos | 0    | 0       | Amistoso   |

## Títulos
Chelsea
- Copa da Inglaterra: 2017–18
- Copa do Mundo de Clubes da FIFA: 2021

Seleção Brasileira Sub-15
- Campeonato Sul-Americano Sub-15: 2011